# بايانيا
بيانيا (Παιανία) هي مدينة وبلدية في مقاطعة شرق أتيكا في اليونان.
يبلغ عدد سكانها حوالي 26,668 نسمة.
تعتبر أحد ضواحي العاصمة أثينا حيث انها تقع على بعد 11 كلم فقط من مركز المدينة كما انها تقع شرق سلسلة جبال هيميتوس
تحتضن المدينة متحف فوريس للفن الفلكلوري والفن المعاصر , وأيضا محطات بث تلفيزيون ميغا كما تحتوي أيضا المقرات السابقة للتدريب الخاصة بفريق باناثينايكوس كما تمر منها الطريق الوطنية اليونانية عدد 89

## المنطقة البلدية
تم إنشاء المنطقة البلدية بايانيا بمقتضى الإصلاحات التي ادخلت على المحليات سنة 2011 وذلك بدمج منطقتان بلديتان سابقتان أصبحتا وحداتان بلديتان
- غليكا نيرا
- بايانيا

تحتوي الوحدة البلدية بايانيا قرية أرجيثيا ( 1,024 نسمة )

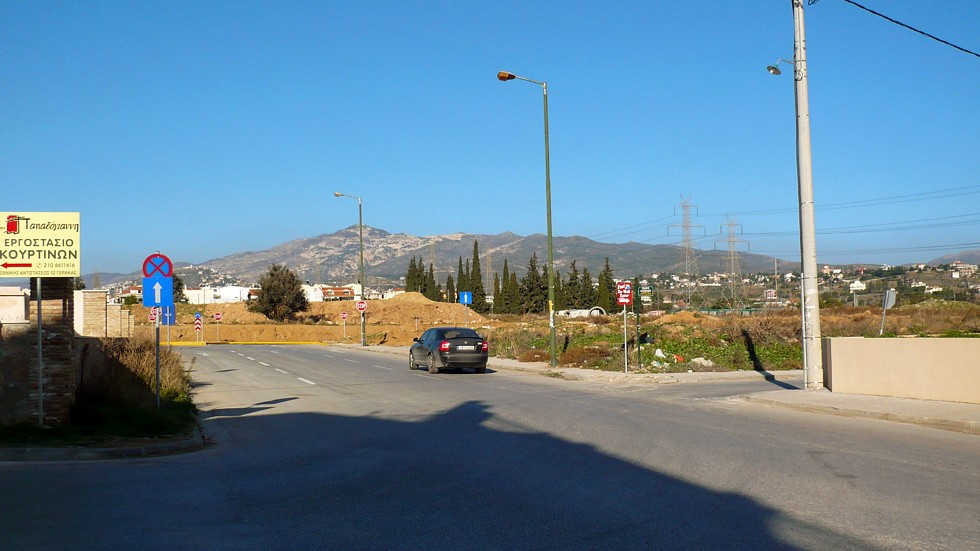
أحد مناطق بايانيا